# 國立宜蘭大學
國立宜蘭大學，簡稱宜蘭大學、宜大、NIU，是一所位於臺灣宜蘭縣的國立大學。前身為日治時期成立的「臺北州立宜蘭農林學校」，中華民國接管台灣後更名「臺灣省立宜蘭農業職業學校」，幾經改制後於2003年升格為國立宜蘭大學。設有校本部、松瑞、城南三個校區，以及擁有大礁溪實驗林埸、金六結實驗農場。

## 學校象徵

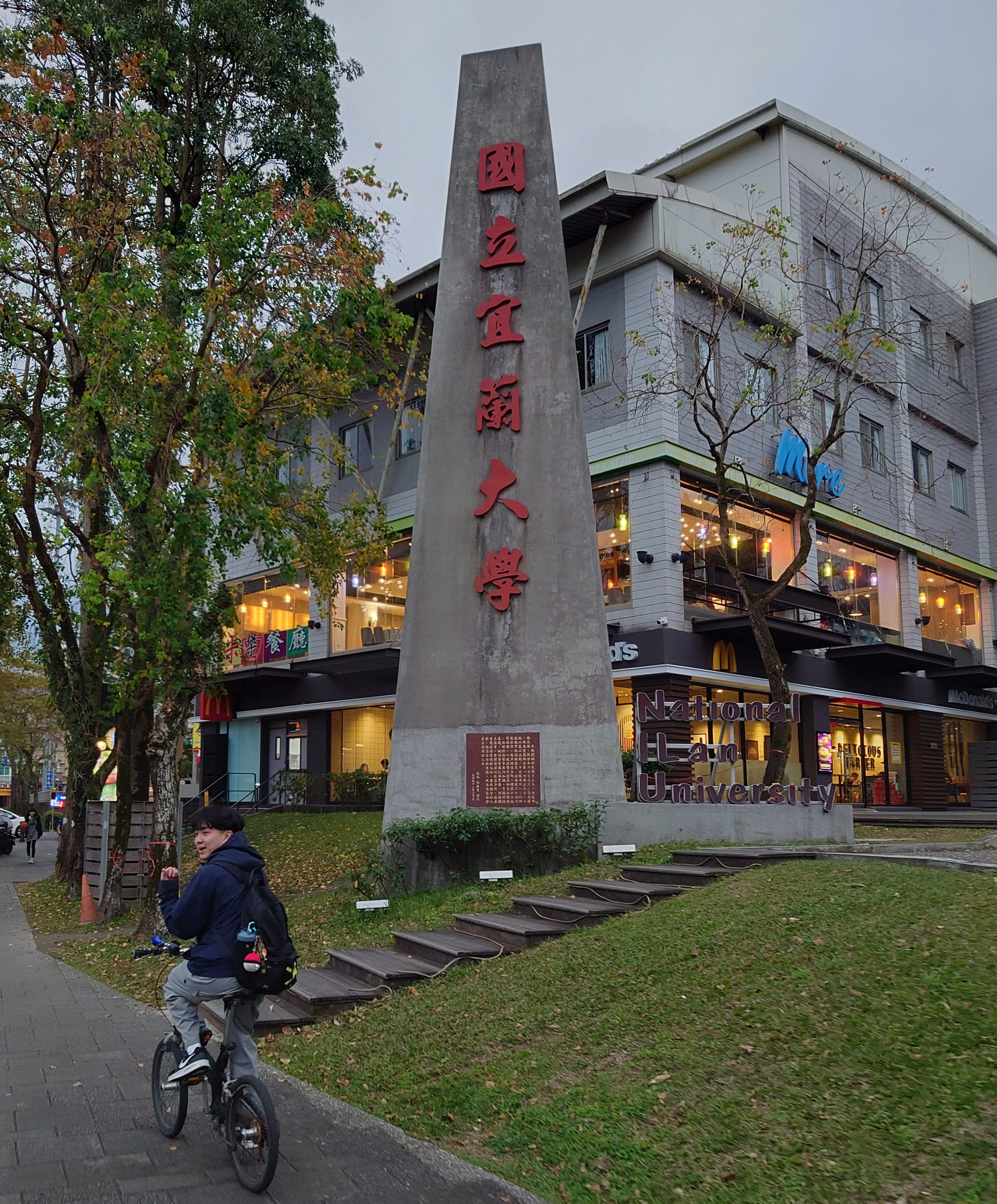
國立宜蘭大學立校碑

### 校訓
國立宜蘭大學的校訓為「篤學力行．敬業樂群」。
臺北州立宜蘭農林學校時期的校訓為「國體ノ尊嚴ナル所以ヲ辨ヘ教育敕語ノ聖旨ヲ奉體シ各其本分ヲ盡スベシ、明ルク正シク强ク活キ奉公獻身ヲ旨トスベシ、職業ニ貴賤ナシ各自ノ天職ヲ樂シミ拮据勵精スベシ、禮節ヲ尚ビ廉恥ヲ重ンヅ輕躁卑劣ノ行有ルベカラズ、和衷共同以テ共存共榮ヲ圖リ私利ニ奔ルベカラズ」，其中文意思為「明辨國體尊嚴，奉行聖上頒賜教育敕語之昭示，克盡皇國臣民之本分，開朗、正直、強壯、活潑，以獻身從公為宗旨，職業無分貴賤，敬業樂群、勵精圖治，尚禮節、重廉恥，不可有輕率卑劣之行為，團結一致、共存共榮，不汲汲於私利之追求」。
1946年至1978年，各校使用共同校訓為「禮．義．廉．恥」，1979年至1988年以「勤．信．儉．樸」為校訓，1989年至今的校訓為「篤學力行．敬業樂群」。

### 校歌
校歌自創校以來，總共有下列五個版本：
- 創校至昭和10年（1935年）：由井芹善藏作歌，蘇耀邦作曲。創校之初，尚無校歌，直到昭和3年（1928年）五月，井芹善藏到校服務，才奉命作詞。其後他轉往台南州立嘉義高等女學校、台南州立第一高等女學校等校任教導主任，又轉往台南州立嘉義商業學校擔任校長。作曲者蘇耀邦先生為宜蘭人，當時擔任該校音樂老師。
- 昭和10年（1935年）至1946年：歌詞未變，改由一條真一郎譜曲。
- 1946年至1968年：由尤石君作詞，黃光宗譜曲。尤先生為當時之國文老師，黃先生為體育及音樂老師。
- 1969年至1978年：由萬斌作詞，楊勇溥作曲。萬先生為該校國文教師，在校卅餘年，對學校貢獻良多，著有《劫後餘生詩選》等作品；楊先生為他校之音樂老師。
- 1979年迄今：仍由萬斌作詞，楊勇溥作曲，但詞、曲均另改寫。

### 校徽
眼睛外圍的藍色旋轉圖樣，代表著國際交流的完整藍圖。藉由旋轉的意象表達勇於創新、不落人後的意念。瞳孔的蔚藍，意味著蘭陽平原上的無垠蒼芎，象徵著蘭陽學子無限的生命力及創造力，也代表著學校多元、極具新意的教學理念。藉由太平洋婆娑浪濤的意象，結合宜蘭的英文字開頭「i」字，並帶出「人文」及「人」的豐富底蘊。

## 校史
國立宜蘭大學校史上重要時間點，表列如下：
| 年分   | 日期 | 事件                                   |
| ------ | ---- | -------------------------------------- |
| 1926年 | -    | 「臺北州立宜蘭農林學校」創校           |
| 1945年 | -    | 更名為「臺灣省立宜蘭農業職業學校」     |
| 1967年 | -    | 改制為「臺灣省立宜蘭農工職業學校」     |
| 1969年 | -    | 改制為「臺灣省立宜蘭高級農工職業學校」 |
| 1988年 | -    | 升格為「國立宜蘭農工專科學校」         |
| 1998年 | -    | 升格為「國立宜蘭技術學院」             |
| 2003年 | -    | 改制「國立宜蘭大學」                   |

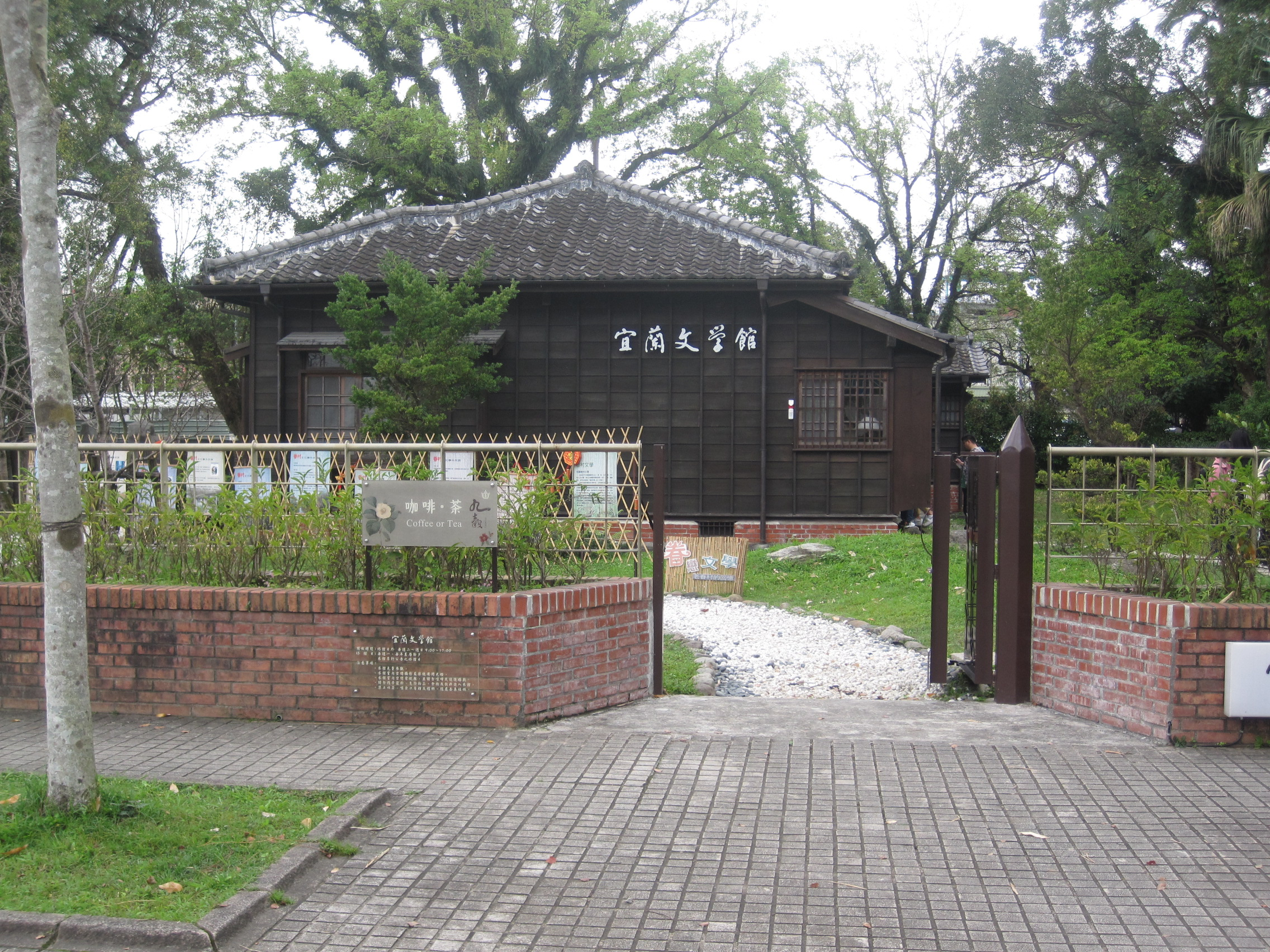
舊宜蘭農林學校校長宿舍

1926年，（昭和元年）建校，「臺北州立宜蘭農林學校」。為日治時期「工業日本，農業台灣」政策下所設立的學校。1941年，修業年限從5年濃縮為4年。
1946年，中華民國接管台灣後，台灣省行政長官公署教育處派員正式接收，教育部更名為「臺灣省立宜蘭農業職業學校」。1948年，增設園藝科及五年一貫制農藝、農產製造、畜牧科。1950年，園藝科停招，併入農藝科，改設畜牧獸醫科。1956年，奉台灣省教育廳令，停招初級部，調整招收五年制一年級三班，高職部一年級四班，五年制不分科。改為示範農校，並接受美援。1957年，農藝科停招；改招綜合農業科。1958年，農產製造科停招。綜合農藝科下設農村家政組及農業機械組。1959年，增設農業機械科。1962年，增設農村家事科。1964年，恢復農產製造科。1965年，恢復園藝科，五年制分為農藝、森林、園藝、農村家事等四科。
1967年，教育部核定改制為「臺灣省立宜蘭農工職業學校」。並設有農藝、森林、農產製造、畜牧獸醫、農機、園藝、農村家事等科。1968年，正式停招五年一貫制。
1969年，教育部核定改制為「臺灣省立宜蘭高級農工職業學校」。學制有三年制、五年一貫制。三年制設有農科、工科；農科有農藝科、森林科、農機科、畜牧科、食品科、園藝科、農村家事科；工科有電工科、機工科、土木測量科、電子設備修護科、家具木工科、化工科。1970年，成立測量科。1971年，增設電子修護科及傢俱木工科，「綜合農業科」更名為「農藝科」。1974年，農藝科、園藝科自六十三學年起停招，合併改設農業經營科。農產製造科更名為食品加工科。測量科更名為土木測量科。1975年，設立化工科。1976年，農業經營科改為農場經營科。1984年，籌備開辦高級農工職業進修補習學校，計開電工、電子、化工、機工、食品加工等五科。1987年，省教育廳委託各大學及民營機構學者，對全省各同類、科別學校作過多次評鑑。各科在評鑑中均有優異表現教育部核定升格為「國立宜蘭農工專科學校」。園藝科與農經科合併、原有農村家事與家具木工因與專科性質不合，移至補校。
1988年，「國立宜蘭農工專科學校」正式招生。高職部停止招生。學制分為五專、二專。五專招收頂標國中畢業生。二專招收高職生。1992年，日間部二年制增設農業經濟科、環境工程科；夜間部增設電子工程科1994年，農業機械科更名為農業機械工程科；食品加 工科更名為食品工業科；畜牧科更名為畜產科。1996年，增設日二專園藝科、食品工業科各一班；日二專電子工程科增一班。與宜蘭縣政府合辦社區大學。1998年，教育部核定升格為「國立宜蘭技術學院」。學制分為四技、二技、五專、二專。五專招收頂標國中畢業生。
2003年，改制「國立宜蘭大學」，各系改稱學系，增設建築研究所。2006年，建築研究所改名建築與永續規畫研究所。機械工程學系改名機械與機電工程學系。2007年，增設機械與機電工程學系碩士班。2012年，增設休閒產業與健康促進學系。2013年，電資學院學士班改名資訊工程學系。2018年，增設智慧休閒農業進修學士學位學程。2027年，開立學士後獸醫系，為臺灣第二個學士後獸醫系所。

### 歷屆校長
| 任別                                         | 姓名                                   | 任期                                   | 異動原因                               | 備註                                       |
| 臺北州立宜蘭農林學校（1926年－1945年）       | 臺北州立宜蘭農林學校（1926年－1945年） | 臺北州立宜蘭農林學校（1926年－1945年） | 臺北州立宜蘭農林學校（1926年－1945年） | 臺北州立宜蘭農林學校（1926年－1945年）     |
| -------------------------------------------- | -------------------------------------- | -------------------------------------- | -------------------------------------- | ------------------------------------------ |
| 1                                            | 柳川鑑藏                               | 1926年4月21日 -- 1932年3月30日         | 離職。                                 | 創校首任，原臺南州立嘉義農林學校校長轉任。 |
| 2                                            | 西崎茂                                 | 1932年7月15日 -- 1938年4月1日          | 調任新竹州立桃園農業學校校長。         | 原日本國石川縣立松任農學校教諭。           |
| 3                                            | 深谷留三                               | 1938年4月1日 -- 1941年4月19日          |                                        | 原任台北帝國大學教授。                     |
| 4                                            | 澤田義                                 | 1941年4月19日 -- 1945年12月            | 戰後，離校。                           | 日治時期，末任。                           |
| 臺灣省立宜蘭農業職業學校（1946年－1967年）   |                                        |                                        |                                        |                                            |
| 1                                            | 汪桂芳                                 | 1946年1月 -- 1946年9月                 | 離職。                                 | 戰後，首任。                               |
| 2                                            | 陳霖蒼                                 | 1946年9月 -- 1947年2月                 | 調任臺灣省立嘉義農業職業學校校長。     |                                            |
| 3                                            | 馮慰農                                 | 1947年3月 -- 1950年1月                 |                                        |                                            |
| 4                                            | 王志鵠                                 | 1950年2月 -- 1954年8月1日              | 調任臺灣省立臺中農學院院長。           |                                            |
| 5                                            | 王念烈                                 | 1954年8月26日 -- 1956年7月18日         | 調任臺灣省立桃園農業職業學校校長。     |                                            |
| 6                                            | 彭家瑞                                 | 1956年7月 -- 1966年1月                 | 調任經濟部農耕隊隊長。                 | 原臺灣省立桃園農業職業學校校長。           |
| 7                                            | 成天驥                                 | 1966年2月 -- 1967年7月22日             | 調任臺北市政府教育局主任祕書。         | 原臺灣省立花蓮農業職業學校校長。           |
| 臺灣省立宜蘭農工職業學校（1967年－1988年）   |                                        |                                        |                                        |                                            |
| 1                                            | 朱有壬                                 | 1967年7月22日 -- 1973年3月             | 任內退休。                             | 由行院輔導會農墾處調任。                   |
| 2                                            | 李建民                                 | 1973年4月 -- 1974年7月                 | 調任臺灣省立新竹高級工業職業學校校長。 | 原臺灣省立新莊高級中學校長。               |
| 3                                            | 戴華                                   | 1974年8月 -- 1979年2月                 | 調任省教育廳專門委員。                 | 原臺灣省立旗美高級中學校長。               |
| 4                                            | 嚴太煃                                 | 1979年2月 -- 1983年8月                 | 調任臺灣省立曾文高級中學校長。         | 原臺灣省立內埔高級農工職業學校校長。       |
| 5                                            | 延文                                   | 1983年8月 -- 1988年7月                 | 調任臺灣省立羅東高級商業職業學校校長。 | 原臺灣省立瑞芳高級工業職業學校校長。       |
| 國立宜蘭農工專科學校（1988年7月－1998年6月） |                                        |                                        |                                        |                                            |
| 1                                            | 曹以松                                 | 1988年7月 -- 1997年6月21日             |                                        |                                            |
| 2                                            | 劉瑞生                                 | 1997年7月25日 -- 1998年6月30日         |                                        |                                            |
| 國立宜蘭技術學院（1998年7月－2003年7月）     |                                        |                                        |                                        |                                            |
| 1                                            | 劉瑞生                                 | 1998年7月1日 -- 2003年7月31日          |                                        |                                            |
| 國立宜蘭大學（2003年8月－）                  |                                        |                                        |                                        |                                            |
| 1                                            | 劉瑞生                                 | 2003年8月1日--2006年7月31日            |                                        |                                            |
| 2                                            | 江彰吉                                 | 2006年8月1日--2010年7月31日            |                                        |                                            |
| 3                                            | 趙涵捷                                 | 2010年8月1日-2014年7月31日             |                                        |                                            |
| 4                                            | 趙涵捷                                 | 2014年8月1日-2016年1月19日             | 連任                                   |                                            |
| 代理                                         | 吳柏青                                 | 2016年1月19日--2016年3月31日           | 學術副校長代理                         |                                            |
| 代理                                         | 陳威戎                                 | 2016年4月1日--2016年7月31日            | 教務長代理                             |                                            |
| 5                                            | 吳柏青                                 | 2016年8月1日-- 2020年7月31日           |                                        |                                            |
| 6                                            | 吳柏青                                 | 2020年8月1日-- 2024年7月31日           | 連任                                   |                                            |
| 7                                            | 陳威戎                                 | 2024年8月1日-- 現任                    | 現任                                   |                                            |

## 學校組織

### 工學院
| 工學院       | 土木工程學系（含碩士班）         | 環境工程學系（含碩士班）           |
| 工學院       | 機械與機電工程學系（含碩士班）   | 化學工程與材料工程學系（含碩士班） |
| 工學院       | 建築與永續規劃研究所（含碩士班） | 綠色科技學程碩士在職專班           |
| 院級研究中心 | 綠色科技研發中心                 |                                    |

### 電機資訊學院
| 電機資訊學院 | 電機工程學系（含碩士班） | 電子工程學系（含碩士班） |
| 電機資訊學院 | 資訊工程學系（含碩士班） | 數位學習碩士在職專班     |
| 電機資訊學院 | 電機資訊學院碩士在職專班 |                          |

### 生物資源學院
| 生物資源學院 | 園藝學系（含碩士班）                                                               | 食品科學系（含碩士班）           |
| 生物資源學院 | 生物機電工程學系（含碩士班）                                                       | 森林暨自然資源學系（含碩士班）   |
| 生物資源學院 | 生物技術與動物科學系（含生物技術碩士班、動物科學碩士班、生物技術與動物科學博士班） | 生物資源學院原住民專班           |
| 生物資源學院 | 生物資源學院碩士在職專班                                                           | 無人機應用暨智慧農業碩士學位學程 |
| 院級研究中心 | 食品創意與教育發展中心                                                             | 生物資源產品檢測暨技術推廣中心   |
| 院級研究中心 | 蜜蜂與蜂產品研究中心                                                               |                                  |

### 人文及管理學院
| 人文及管理學院 | 外國語文學系（含國際商務溝通碩士班）             | 應用經濟與管理學系（含應用經濟學碩士班、經營管理學碩士班） |
| 人文及管理學院 | 休閒產業與健康促進學系（含運動與健康管理碩士班） | 高階經營管理碩士在職專班（EMBA）                           |
| 人文及管理學院 | 智慧休閒農業進修學士學位學程                     |                                                            |

### 博雅學部
| 博雅學部 | 語言教育中心 | 通識教育中心 |
| 博雅學部 | 運動教育中心 |              |

### 校級研究中心
| 校級研究中心 | 創新育成中心             | 檢驗及技術服務中心     |
| 校級研究中心 | 有機產業發展中心         | 永續發展中心           |
| 校級研究中心 | 奈米科技中心             | 休閒資源及產業發展中心 |
| 校級研究中心 | 能源與資源化科技研發中心 | 環境教育中心           |

### 圖書設備
國立宜蘭大學圖書資訊館成立於1926年，原為臺北州立宜蘭農林學校圖書室，1985年8月擴編為圖書館，定名為「臺灣省立宜蘭高級農工職業學校圖書館」。2002年與電子計算機中心合併，館名更改為「國立宜蘭技術學院圖書資訊館」。

### 校友
- 賴英照：前中華民國司法院院長，行政院副院長，政部關政司司長，財政部常務次長及政務次長，財政部法規委員會主委與稅制委員會副主委，臺灣省財政廳廳長，臺灣省副省長，臺灣省政府顧問，行政院消費者保護委員會主委，司法院大法官。
- 郭雨新：已故黨外運動元老，曾任台灣省議員。
- 林聰賢：前宜蘭縣長，曾任農委會主委。

## 校區

### 校本部

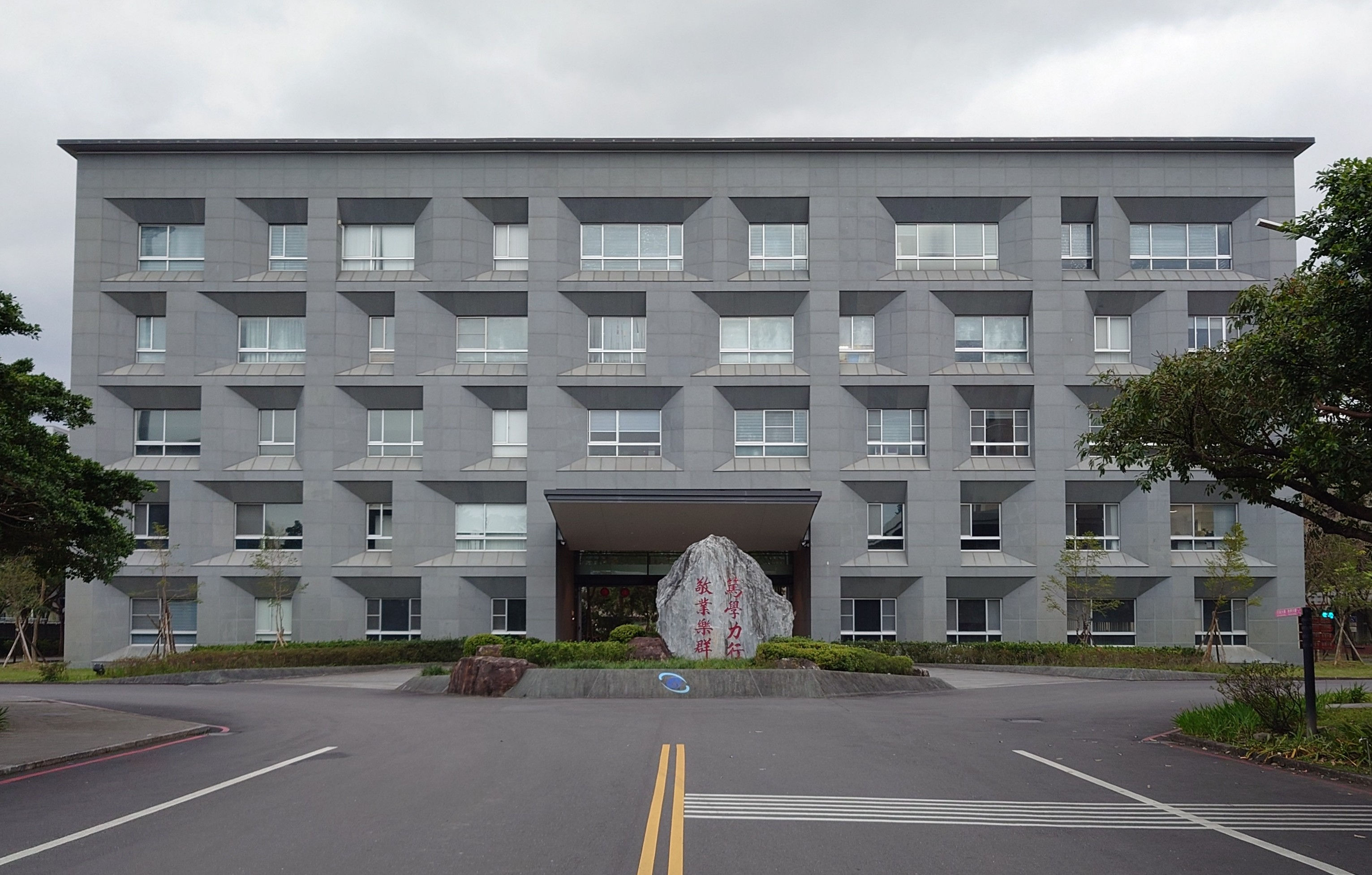
國立宜蘭大學行政大樓，前方為校訓石

校本部又稱神農校本部，位處宜蘭縣宜蘭市，1926年宜蘭農林學校在此創校。目前該校區設有行政中心、生物資源學院、電機資訊學院、工學院、人文及管理學院、博雅學部、國立空中大學宜蘭學習指導中心。

### 五結校區
五結校區座落於宜蘭縣五結鄉，2019年4月10日正式啟用。

### 城南校區
城南校區位在宜蘭縣宜蘭市宜蘭南機場舊址，原為國立清華大學宜蘭城南校區預定地，2012年清大因經費不足放棄該校區建設計畫，轉由宜蘭大學接手成為該校城南校區，預計設立臺灣東部首座無人機辦公室。

### 大礁溪實驗林埸

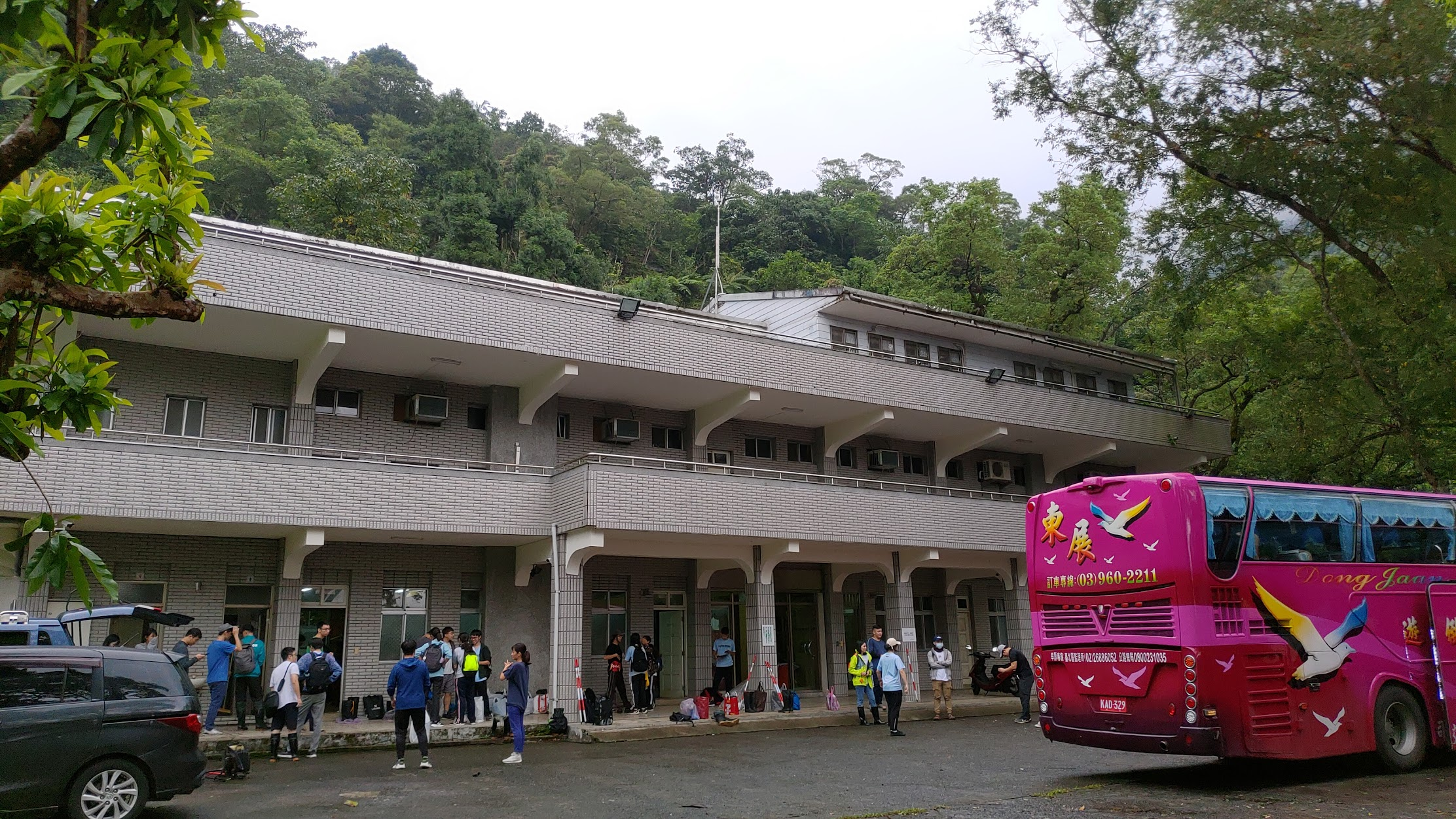
實驗林場忠信樓

大礁溪實驗林楊位於宜蘭縣員山鄉大礁溪，全境面積約173 公頃，東北西三面與私有地為界，南緣大礁溪。此地不但能俯視景緻優美的蘭陽平原，並且緊臨在翠鬱青蒼的雪山山脈邊緣，林木鬱鬱菁菁，蟲鳴鳥叫穿插其間。於此怡人的環境中，盡情倘徉在這天韻歌聲裏，處處可聞到充滿自然的氣息。

### 金六結實驗農場
金六結實驗農場位於宜蘭縣宜蘭市金六結。目前規劃金六結實習農場是蔬菜、果樹、花卉及造園實習場地，面積8000平方公尺，配合蔬菜、果樹、花卉及造園相關課程，經營出自然與休閒之生態教學，發揮園藝專業技術於生活及生態上。

## 外部連結
- 國立宜蘭大學全球資訊網（页面存档备份，存于）